# Macroglobulinèmia de Waldenström
La macroglobulinèmia de Waldenström (també coneguda com a limfoma limfoplasmacític) és un tipus de càncer que involucra un subgrup de glòbuls blancs de la sang anomenats limfòcits. S'associa a un creixement anormal d'un anticòs anomenat immunoglobulina M (IgM). És una malaltia limfoproliferativa que acostuma a créixer de manera progressiva i lenta, classificant-se com un limfoma no hodgkinià indolent.

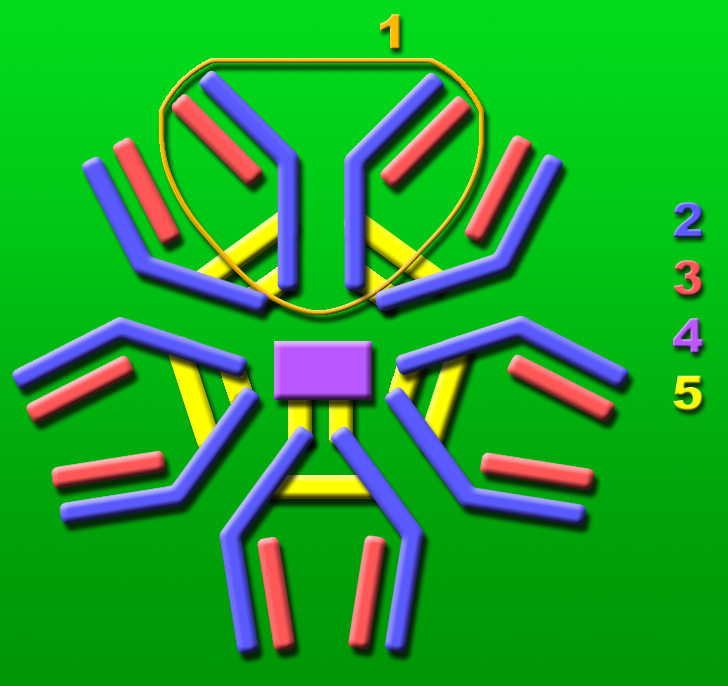
Molècula d'Immunoglobulina M consistent en 5 unitats:
1:unitat-base;
2:cadena-H;
3:cadena-L;
4:cadena-J;
5:ponts disulfur intermoleculars.

La malaltia rep el seu nom de l'oncòleg Jan G. Waldenström la va identificar per primera vegada l'any 1944. Es caracteritza per un descontrolat creixement de les cèl·lules B (glòbuls blancs formats a la medul·la òssia i als nòduls limfàtics). La proliferació de les cèl·lules B interfereix amb la producció de glòbuls vermells, la qual cosa provoca, com a conseqüència, una anèmia. La producció d'immunoglobulines per part de les cèl·lules B també es veu incrementada, i espesseix la sang, la qual cosa fa que el pacient requereixi un tractament addiciona per a fer més fluida la sang.
Tot i ser incurable, té tractament i la seva naturalesa indolent permet als pacients tenir una vida pràcticament normal si prenen el tractament adequat, amb llargs períodes on remeten tots els símptomes.

## Història i classificació
La macroglobulinèmia de Waldenström va ser descrita per primer cop per Jan G. Waldenström (1906-1996) l'any 1944 en dos pacients que sagnaven pel nas i la boca, patien anèmia, tenien uns nivells anormalment baixos de fibrinogen a la sang (hipofibrinogenèmia), inflamació dels nòduls limfàtics, plasma neoplàstic a la medul·la òssia i una síndrome d'hiperviscositat (viscositat molt alta de la sang) per l'acumulació de macroglobulines.
Durant un temps, es considerà que la macroglobulinèmia de Waldenström estava relacionada amb múltiples mielomes a causa de la presència de gammapatia monoclonal i a la infiltració de medul·la òssia a altres òrgans a través de limfòcits plasmacitoïdes. L'Organització Mundial de la Salut, classificà la malaltia en la categoria de limfomes limfoplamasitics, una subcategoria de limfomes indolents no-Hodgkin. En els darrers anys, hi ha hagut avenços significatius en la biologia i el tractament d'aquesta malaltia.

## Causes
La macroglobulinèmia de Waldenström es caracteritza per la descontrolada proliferació clonal dels limfòcits B terminalment diferenciats. La causa subjacent encara no és coneguda, però molts riscos propulsors de la malaltia han sigut identificats. L'origen de la macroglobulinèmia de Waldenström està associat amb el locus 6p21.3 del cromosoma 6; hi ha un risc de 2 sobre 3 de desenvolupar macroglobulinèmia de Waldenström en gent amb un historial de malalties autoimmunes amb un risc particularment elevat per aquells que hagin patit/pateixin hepatitis, VIH i Rickettsiosis.
Hi ha factors genètics, en parents de primer grau es mostra un risc augmentat de patir la malaltia. També hi ha evidències que recolzen els factors ambientals com a possibles propulsors, incloent-hi pesticides, pols de fusta i dissolvents orgànics.

## Bioquímica de la malaltia
Tot i que és considerada una malaltia esporàdica, els estudis han trobat un increment de la susceptibilitat a patir-la entre familiars, indicant un component hereditari. Tot i així, no s'ha acabat de concretar l'involucrament genètic. Les cèl·lules de la macroglobulinèmia de Waldenström mostren canvis mínims en estudis citogenètics i d'expressió de gens. El seu miRNA mostra diferències amb la seva part complementària, donant lloc a pensar que les modificacions epigenètiques tenen un paper crucial en el desenvolupament de la malaltia.
Les anormalitats cromosòmiques identificades després de realitzar una hibridització genòmica comparativa van ser les següents: supressió de 6q23 i 13q14, i guanys de 3q13-q28 i 18q. FGFR3 es troba sobreexpressat.
També es trobaren processos de senyalització implicats en l'aparició de la malaltia, són els següents:
- CD154/CD40[7]
- Akt[8]
- Ubiqüitinització, activació del p53, alliberament del citocrom c
- NF-κB[9]
- Via de senyalització Wnt|WNT/beta-catenina[10]
- mTOR
- Kinases extracel·lulars de senyal regulada|ERK
- MAPK
- Bcl-2

La proteïna Src Tirosina kinasa es troba sobreexpressada en les cèl·lules que pateixen de Macroglobulemia de Waldenström comparada amb les cèl·lules B control; això provoca la inhibició de Src que encalla el cicle de la cèl·lula a la fase G1 i té poc efecte en la supervivència de MW o cèl·lules normals.
MicroRNA involucrat:
- Augmenta l'expressió de miRNAs-363*,[12] -206,[13] -494,[14] -155,[15] -184,[16] -542–3p.[17]
- Disminueix l'expressió de miRNA-9*[18]

El MicroRNA-155 regula la proliferació i el creixement de les cèl·lules de la macroglobulinèmia de Waldesntröm in vitro i in vivo, inhibint els senyalitzadors MAPK/ERK, PI3/AKT, i NF-κB.
A les cèl·lules de la macroglobulinèmia de Waldenström els gens modificadors de la histona desascetilasa i la histona no estan regulats.
Les cèl·lules dels tumors de medul·la òssia expressen els següents anrtígens: CD20 (98,3%), CD22 (88,3%), CD40 (83,3%), CD52 (77,4%), IgM (83,3%), proteïna nuclear MUC1 (57,8%), i 1D10 (50%).

## Epidemiologia
De tots els càncers que incorporen el mateix tipus de cèl·lula sanguínia, aproximadament un 1% dels casos és macroglobulinèmia de Walndenström. Són càncers molt poc habituals, havent-hi tan sols 1.500 casos aproximadament cada any als Estats Units. La mitjana d'edat dels afectats per aquesta malaltia es troba entre els 60 i els 65 anys, apareixent alguns casos en adolescents.

## Símptomes
Els símptomes de la macroglobulinèmia de Waldenström inclouen fatiga, debilitat, pèrdua de pes i pèrdua de sang per les genives i el nas. En un 10% dels pacients també s'hi troben neuropaties perifèriques i el 30-40% també poden patir limfadenopatia, esplenomegàlia i/o hepatomegàlia. Altres possibles símptomes inclouen vista borrosa o pèrdua d'aquesta, mal de cap i algunes vegades embòlies i coma.

## Fisiologia patològica
La pèrdua de visió, el mal de cap, les embòlies i el coma són deguts als efectes de la paraporteïna IgM, que causa fenòmens autoimmunitaris o crioglobulinèmia. Altres símptomes de la macroglobulinèmia de Waldenström són deguts al síndrome d'hiperviscositat, present en un 6-20% dels pacients. Aquest fenomen és atribuït a la proteïna monoclonal IgM que incrementa la viscositat de la sang.

## Diagnòstic
El diagnòstic de la macroglobulinèmia de Waldenström depèn de la presència d'IgM monoclonal a les analítiques de sang i de les cèl·lules malignes provinents de biòpsies mostrals de la medul·la òssia. Les analítiques mostren el nivell de IgM a la sang amb presència de proteïnes o marcadors de tumors, símptomes claus en aquells malalts de Magroglobulinemia de Waldenström. La biòpsia de medul·la òssia, normalment de la part posterior de l'os pelvià, és extreta a través d'una agulla i examinada mitjançant tècniques de microscopia. Un patòleg identifica els limfòcits que indiquen presència de la malaltia. També s'utilitza citometria fluida per examinar marcadors a la superfície de la cèl·lula o dins els limfòcits.
També es poden utilitzar tests addicionals com termografies computeritzades per avaluar el pit, l'abdomen, la pelvis, i la inflamació dels nòduls limfàtics, el fetge i la melsa. Un test esquelètic també permet distingir entre macroglobulinèmia de Waldenström o múltiples mielomes. L'anèmia també és molt habitual en els pacients que pateixen la malaltia, així com la leucopènia, la trombocitopènia i la neuropènia.
Proves químiques inclouen nivells de lactat deshidrogenasa (LDH), àcid úric, ritme de sedimentació d'eritròcits (ESR), funció hepàtica i renal i nivells de proteïnes totals. L'ESR i el nivell d'àcid úric tendeixen a ser elevats. La Creatinina és normalment elevada i els electròlits són anormals, també es pot trobar hipercalcèmia en un 4% dels pacients aproximadament. El nivell de LDH és freqüentment elevat i ens indica el grau de participació de la macroglobulinèmia de Waldenström amb relació a teixits. Proves del factor reumatoide, crioglobulines, antiglobulina directa i aglutinina poden donar positiu.
Els test de Beta-2-microglobulina no és específic per a la macroglobulinèmia de Waldenström però la concentració d'aquesta és directament proporcional a la massa tumoral. També és probable trobar anormalitats de coagulació. A l'hora de diagnosticar també s'haurien de realitzar proves del temps de prothrombin, el temps d'activació parcial de thromboplastin, el temps de thrombin i de fibrinogen. Els estudits de l'agregació de les plaquetes són opcionals a realitzar. Estudis d'immunoelectroforesis i immunofixació ajuden a identificar proteïnes que poden suggerir una possible macroglobulinèmia de Waldenström, així com les electroforèsis d'alta definició i la immunofixació de sèrum i urina que ajuden a identificar la paraproteïna monoclonal IgM.
La cadena lleugera de la proteïna monoclonal és normalment la cadena lleugera kappa. Alguns cops, els pacients amb Waldenström poden expressar més d'una proteïna M. La viscositat del plasma s'ha de mesurar. Resultats d'estudis de caracterització d'immunoglobulines urinàries indiquen que les cadenes lleugeres (proteïna Bence Jones), habitualment del tipus kappa, es troben a l'orina. Les recollides d'orina haurien de ser concentrades.
La proteïna de Bence Jones s'observa en aproximadament el 40% dels pacients i excedeix en 1g/dL en més o menys el 3% dels pacients. Els pacients amb neuropatia perifèrica detectada haurien de tenir estudis de la conducció nerviosa i serologia de glicoproteïnes associades a l'antimielina.

## Pronòstic
Tractaments mèdics actuals donen una supervivència d'uns 10 anys, en part això és gràcies a uns millors tests diagnòstics que proporcionen un resultat i tractament més precoç. Diagnòstics anteriors donaven una mitjana de supervivència d'aproximadament 5 anys des del moment del diagnòstic. Actualment, la mitja es troba als 6.5 anys. En rares ocasions, la macroglobulinèmia de Waldenström progressa a mieloma múltiple.
El Sistema Internacional de Pronòstic per a la macroglobulinèmia de Waldenström (IPSSWM) és un model predictiu per caracteritzar un resultat a llarg termini. D'acord amb el model, els factors de predicció de la supervivència (cal destacar que l'estudi citat pel contrari es refereix a ells com "5 covariables adverses ") són els següents:
- Edat >65 anys;
- Hemoglobina ≤11.5 g/dL;
- Recompte de plaquetes ≤100×10⁹/L;
- B2-microglobulina >3 mg/L;
- Concentració sèrica de proteïna monoclonal >70 g/L.

Els graus de risc són:
- Baix: ≤1 variable adversa excepte edat;
- Intermedi: 2 característiques adverses o edat > 65;
- Alt: >2 2 característiques adverses.

Les taxes de supervivència de 5 anys d'aquestes categories són 87%, 68% i 36% respectivament.
L'IPSSWM ha demostrat ser fiable. També és aplicable a pacients en un règim de tractament de Rituximab. Un factor predictiu addicional és l'elevada deshidrogenasa làctica sèrica (LDH).

## Tractament
No hi ha cap tractament acceptat per la macroglobulinèmia de Waldenström. Hi ha una gran variació en els resultats clínics a causa de les llacunes sobre el coneixement de les bases moleculars de la malaltia. Les taxes de resposta objectiva són altes (>80%) però les taxes de resposta completa són baixes (0-15%).
Hi ha diagrames de flux de tractament diferents: Treon i mSMART.
Els pacients amb WM tenen un major risc de desenvolupar un segon càncer que la població no afectada, però encara no és clar si els tractaments són contributius.

### Període d'observació
En absència de símptomes, molts metges recomanen el control del pacient. No obstant això, de vegades la malaltia pot ser mortal, com ho va ser per una víctima coneguda, l'expresident francès Georges Pompidou, mort el 1974. De fet, el 1991, Waldenström es va plantejar la necessitat de trobar una teràpia eficaç.

### Primera línia
Conforme es comença el tractament, aquest hauria de corregir els nivells de paraproteïnes com els de cèl·lules-B limfocítiques.
L'any 2002, un consens del International Workshop on Waldenström Macroglobulinemia va arribar un acord per establir un criteri per a l'inici de la teràpia. Es va recomanar començar-la en pacients amb símptomes constitucionals com febre recurrent, suors nocturnes, fatiga a causa de l'anèmia, pèrdua de pes, limfadenopatia o esplenomegàlia simptomàtica progressiva i anèmia provocada per infiltració medul·lar. Complicacions com la síndrome d'hiperviscositat, neuropatia simptomàtica sensoriomotora perifèrica, amiloïdosi sistèmica, insuficiència renal o crioglobulinèmia simptomàtica van ser també suggerides com indicacions per la teràpia.
El tractament inclou l'anticòs monoclonal rituximab, alguns cops en combinació amb drogues quimioterapèutiques com el clorambucil, ciclofosfamida o vincristina,o amb talidomida. Corticosteroides, com la prednisona, poden també ésser combinats. La plasmafèresi es pot utilitzar per tractar la síndrome d'hiperviscositat extraient la paraproteïna de la sang, tot i que no corregeix la malaltia subjacent.
Recentment, el trasplantaments autòlogues de medul·la òssia han sigut afegits a les opcions de tractament disponibles.

### Teràpia invasiva
Quan la resistència primària o secundària es desenvolupa invariablement, invasiva es considera la teràpia. El trasplantament de cèl·lules mare hematopoiètiques al·logènic pot induir remissions duradores en pacients durament pre-tractats.

### Ús de drogues
Al voltant de l'octubre del 2010, es van fer un total de 44 assaigs clínics per a la macroglobulinèmia de Waldenström, excloent-hi els tractaments de trasplantament. Entre aquests, 11 es van dur a terme en pacients no tractats prèviament, 14 en pacients amb Waldenström refractari o recaigut. Una base de dades d'assaigs clínics que investiguen la macroglobulinemia de Waldenström és mantinguda pel National Institutes of Health als EUA.

#### Fase IV
- res

#### Fase III
- Comparació entre clorambucil i fludarabina.
- Comparació entre R-CVP i R-CHOP, ambdós amb rituximab.

#### Fase II
Hi ha prop de 100 assaigs actius estudiant diferents intervencions. Aquestes inclouen tant individualment com combinacions de fludarabina, perifosina, bortezomib, rituximab, sildenafil citrat, CC-5013, talidomida, simvastatina, campath-1H, dexametasona, antineoplaston, beta-aletina, dolastina 10, ciclofosfamida, itri Y 90 ibritumomab, ABT-263, ofatumumab, enzastaurin i denileukin difitox.

### Estratificació dels pacients
Pacients amb variants polimòrfiques (al·lels]) FCGR3A-48 I -158 van ser associats amb respostes millorades categòriques als tractaments basats en rituximab.